# Nhà thờ chính tòa Naumburg
Nhà thờ chính tòa Naumburg (tiếng Đức: Naumburger Dom St. Peter und St. Paul) là một nhà thờ nằm tại Naumburg, Đức. Đây là nhà thờ cũ của Giáo phận Naumburg-Zeitz cho đến năm 1615. Hầu hết kiến trúc hiện tại của nhà thờ có niên đại từ thế kỷ 13, là một công trình kiến trúc Roman nổi tiếng cuối thời La Mã. Dàn hợp xướng phía tây với những bức tượng chân dung của mười hai vị sáng lập ra nhà thờ và Lettner, cùng với đó là tác phẩm điêu khắc Naumburg Master, một trong những di tích lịch sử quan trọng nhất của kiến trúc Gothic.
Nhà thờ được dựng lên với việc di rời tòa giám mục từ Zeitz vào năm 1028, bên cạnh một nhà thờ giáo xứ cũ. Do đó đây là nhà thờ chính tòa của Giáo phân công giáo Naumburg-Zeitz. Với sự cải cách, nó đã trở thành một nhà thờ Tin Lành và hiện vẫn là một nhà thờ giáo xứ Tin Lành cho đến ngày nay.
Nhà thờ là một phần của Tuyến đường du lịch Roman ở bang Sachsen-Anhalt. Từ năm 1999, nhà thờ cùng cảnh quan của sông Saale và Unstrut- một khu vực quan trọng trong thời Trung cổ đã được đưa vào danh sách Di sản thế giới dự kiến của UNESCO tại Đức. Vào ngày 1 tháng 7 năm 2018, Nhà thờ Naumburg được liệt kê là Di sản thế giới được UNESCO công nhận.

## Lịch sử
Lịch sử của thị trấn Naumburg bắt đầu vào đầu thế kỷ thứ 9 và 10. Do thiếu tài liệu viết tay nên chi tiết và ngày chính xác không được xác định. Tuy nhiên, có khả năng là Chỉ huy Ekkehard I của Meissen, người đàn ông quyền lực nhất trên biên giới phía đông của Đế quốc La Mã Thần thánh sáng lập.
Ông cho dựng lên một nơi cư trú trên một tảng đá cao khoảng 25 mét (82 ft) phía trên bờ phải của sông Saale, gần với sông Unstrut. Vị trí của lâu đài này được gọi là neweburg sau này trở thành "Naumburg", được chọn vì vị trí thuận lợi của nó với giao lộ của rất nhiều đường thương mại được quản lý tốt trên biên giới phía đông lịch sử Đông Francia (Vương quốc Đức) với các vùng đất của Polavian Slavs đã được sáp nhập vào Saxon Eastern March.
Ekkehard đã bị sát hại vào năm 1002 tại Tu viện Pöhlde ở vùng đồi Harz, nhưng không thể được chôn cất tại Naumburg, vì cả lâu đài lẫn tu viện đều chưa hoàn thành. Chỉ có duy nhất con trai của ông là, Herman I và Eckard II là những người hậu duệ của ông chuyển đến Georgenkloster tại Naumburg. Con trai của Ekkehard đã thành lập một nhà thờ giáo xứ nhỏ ở phía tây của khu vực xung quanh lâu đài để dành riêng cho Đức Trinh Nữ Maria